# Салтиков-Щедрін Михайло Євграфович
Миха́йло Євгра́фович Салтико́в-Щедрі́н (рос. Михаил Евграфович Салтыков-Щедрин, справжнє прізвище: Салтиков, псевдонім Щедрін; 15 (27) січня 1826 — 28 квітня (10 травня) 1889) — російський письменник.

## Дитячі та юнацькі роки
Народився в старовинній дворянській поміщицькій сім'ї, в маєтку батьків, селі Спас-Угол Калязінського повіту Тверської губернії, нині Талдомського району Московської області. Був шостою дитиною спадкового дворянина і колезького радника Євграфа Васильовича Салтикова (1776—1851). Мати, Ольга Михайлівна Салтикова (до шлюбу Забєліна, 1801—1874), була дочкою московського купця Михайла Петровича Забєліна (1765—1849) та його дружини Марфи Іванівни (1770—1814). Хоча в примітках до «Пошехонської старовини» («Пошехонская старина») Салтиков-Щедрін просив не зіставляти його з особою Никанора Затрапезного, від імені котрого ведеться оповідь, але цілковита подібність багато чого з повідомленого про Затрапезного з безсумнівними фактами життя Салтикова-Щедріна дозволяє припускати, що «Пошехонська старовина» має частково автобіографічний характер.

## Словотворча діяльність
Письменнику належить авторство багатьох слів російської літературної мови. Це переважно слова що відображають російську дійсність: «головотяпство», «благоглупость», «пенкосниматель», «злопыхательство», «мягкотелый» та інші.

## Видання українською
- Супокійне життя. Сільська ідилія Н. Щедріна (Салтикова), переклад І. Франка — Друг, 1877, № 5.
- З якого кореня Дуреньки. (Прибите трохи до галицького життя), переклад глави «Історії одного міста» І. Франка — Друг, 1877, № 6.
- Сальтиков-Щедрин М. Повість о тім, як мужик двох ґенералів вигодував [Архівовано 5 лютого 2022 у Wayback Machine.] / перекл. Гр. Мак. Торонто: Робітниче Слово, б.д. 16 с. (Бібліотека «Свідомої Сили», ч. 4)
- М. Є. Салтиков-Щедрін. Історія одного міста / переклад З. Білоусова, ред. М. Зерова. Харків : Книгоспілка, 1930.
- М. Салтиков-Щедрін. Пани Головльови / переклад О. Стешенко. Київ : Державне видавництво художньої літератури (Держлітвидав), 1939.
- Салтиков-Щедрін. Казки / переклад і примітки А. Хуторяна. Київ: Держлітвидав, 1949. 226 с. (формат ~ А4, тверда палітурка, тираж не вказано).
- М. Є. Салтиков-Щедрін. Пани Головльови / пер. <О. Стешенко>[6] з російської за ред. А. Хуторяна. — Київ: Держлітвидав, 1951, 240 с.
- М. Є. Салтиков-Щедрін. Порфирій Петрович. Пані Падейкова; пер. Є. Тарасевич, мал. А. Базилевич — К. : Держлітвидав, 1953 — 36 с.
- М. Є. Салтиков-Щедрін. Смерть Пазухіна: комедія на 4 дії / переклад Ф. Гаєвського. Київ : Мистецтво, 1954, 104 с.
- Щедрін Н. (Салтиков М. Є.). Твори в шести томах. Київ: Держлітвидав, 1956.
- М. Є. Салтиков-Щедрін. Історія одного міста / переклад А. Хуторяна, ілюстрації О. Данченко. Київ : Дніпро, 1976, 224 с.

## Українські екранізації
- «Хроніки одного міста», 2017, реж. Євген Сивокінь, прод. Ганна Полоніченко, Новаторфільм